# Kantor

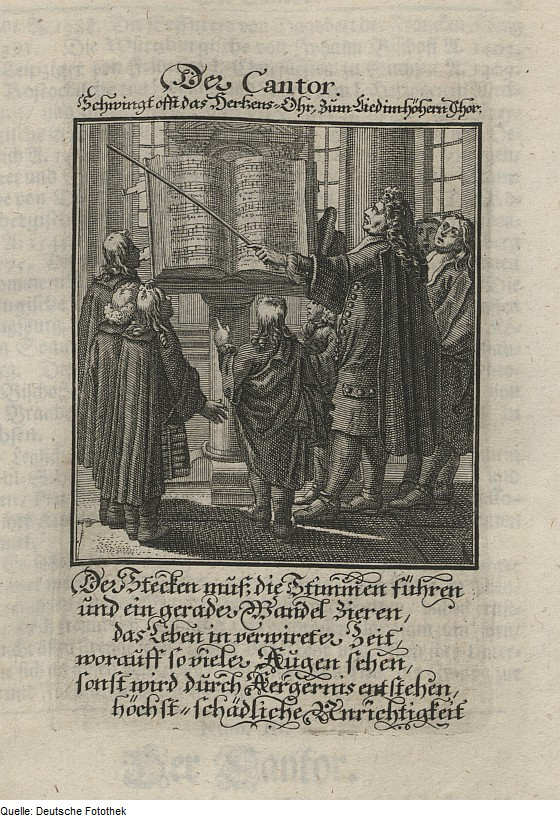
Kantor mit Sängern 1698

Als Kantor (lateinisch canto ‚Sänger‘, von cantare ‚singen‘) bezeichnet man den Vorsänger, Chorleiter oder musikalisch tätigen Vorsteher in einem Gottesdienst.
Kantoren gibt es im Judentum (Chasan) wie auch im Christentum. Von großer Bedeutung ist die Rolle des Kantors oder der Kantorin in den orthodoxen Kirchen bzw. den mit Rom unierten Ostkirchen, die in byzantinischer Tradition stehen, da hier in der Liturgie viele Kontakien oder Litaneien gesungen werden. Im Islam kommt dem Imam als Vorbeter eine dem Kantor vergleichbare Rolle zu.
Im christlichen Kontext entwickelte sich diese liturgische Tätigkeit zum hauptberuflichen Kirchenmusiker, dessen bekanntester Vertreter Johann Sebastian Bach ist. Als „Urkantor“ der evangelischen Kirche gilt Johann Walter, der 1527 mit der Gründung der ersten bürgerlichen Stadtkantorei die Grundlage für die Entstehung des evangelischen Kantoreiwesens legte.

## Kantor als liturgisches Amt
Im mittelalterlichen Gottesdienst war der Kantor „Anstimmender und Solist“ beim Stundengebet; in den Klöstern wechselte dieses Amt wochenweise und wurde vom Cantor Hebdomadarius ausgeübt.
In der erneuerten Liturgie der römisch-katholischen Kirche ist das Amt des Kantors als liturgisches Amt vorgesehen. Die Grundordnung des Römischen Messbuchs von 2007 verfügt für die Feier der Gemeindemesse: „Es empfiehlt sich, dass dem zelebrierenden Priester in der Regel ein Akolyth, ein Lektor und ein Kantor zur Seite stehen.“ (Nr. 117)  „Es sollte einen Kantor oder einen Chorleiter geben, um den Gesang des Volkes zu leiten und zu stützen. Steht überhaupt keine Schola zur Verfügung, kommt dem Kantor die Leitung der verschiedenen Gesänge zu, an denen sich auf seine Weise das Volk beteiligt.“ (Nr. 104) Diese Gesänge sind in der heiligen Messe der Gesang zum Einzug, die Antwort- und Begleitgesänge, die Gesänge des Ordinariums und die Akklamationen. Der Kantor stimmt die Gesänge an und singt sie, gegebenenfalls im Wechsel mit der Schola oder der Gemeinde. Das Kantorenamt wird zumeist von Laien ausgeübt und steht Männern und Frauen offen.

## Kantor als christlicher Kirchenmusiker
Über die liturgische Rolle als Vorsänger im Gottesdienst hinaus bezeichnet der Begriff Kantor oder Kantorin auch die in einer Gemeinde für die Kirchenmusik verantwortliche Person, wobei Kantoren zumindest bei der evangelischen und katholischen Kirche ein Kirchenmusikstudium absolviert haben müssen und meist hauptamtlich oder nebenamtlich angestellt sind. Bei guten musikalischen Leistungen und entsprechender Tätigkeit kann der Titel auch Kirchenmusikern ohne absolviertes Kirchenmusikstudium verliehen werden.
Zu den Aufgaben des Kantors gehört in der Regel das liturgische und konzertante Orgelspiel und die Begleitung des Gemeindegesangs, ferner die Leitung von Chören und Musikgruppen, etwa einer Kantorei, zu der auch ein Kinderchor, Kirchenchor, Posaunenchor, eine Choralschola und ein Instrumentalensemble für die Aufführung von Kantaten oder Messvertonungen gehören können. Im Bereich des neuen geistlichen Liedes wuchs dem Kantor in der 2. Hälfte des 20. Jahrhunderts auch die Schulung und Leitung von Jugendscholen und Bands zu.
Regional und zu früheren Zeiten war das Amt des Kantors oft mit dem Amt des örtlichen Lehrers verbunden, sodass der Begriff „Kantor“ (auch „Kanter“ ausgesprochen) mit dem Begriff des Lehrers identisch war (z. B. in der Magdeburger Börde). Viele Kantoren waren oder sind auch bekannte Komponisten. Zu den bekanntesten Beispielen zählt neben dem Leipziger Thomaskantor Johann Sebastian Bach auch Georg Philipp Telemann, der als Kantor am Johanneum und Musikdirektor der fünf Hauptkirchen in Hamburg wirkte.

## Berufsbezeichnungen und Tätigkeitsmerkmale
Nachfolgende Bezeichnungen beschreiben Kantoren und ihre unterschiedlichen Tätigkeitsbereiche:
- ein Kantor als Chorleiter und Organist einer evangelischen oder katholischen Kirchengemeinde,
- ein Stadtkantor als erster hauptamtlicher Kirchenmusiker einer Stadt mit Sitz an der Haupt- bzw. Stadtkirche,
- ein Domkantor als hauptamtlicher Kirchenmusiker neben dem Domorganisten und Kapellmeister einer Dom- oder Kathedralkirche,
- ein Vikariatskantor als Kirchenmusiker eines Vikariates der römisch-katholischen Kirche,
- ein Seelsorgebereichskantor als leitender Kirchenmusiker, zumeist hauptamtlich, der die Kirchenmusik innerhalb eines Zusammenschlusses verschiedener Kirchengemeinden zu einem Pfarrverband koordiniert und gemeinsam mit den nebenamtlichen Kräften ausübt,
- ein Bezirkskantor oder Dekanatskantor als überpfarrlich tätiger, hauptamtlicher Kirchenmusiker in einem Dekanat, mit Dienstsitz an einer zentralen Kirche dieses Dekanats,
- ein Regionalkantor als hauptamtlicher Kirchenmusiker der römisch-katholischen Kirche, dessen Zuständigkeitsbereich eine Region umfasst, bzw. ein Kreiskantor als hauptamtlicher Kirchenmusiker eines Kirchenkreises der evangelischen Kirche. Bezirks-, Dekanats-, Kreis- oder Regionalkantoren haben häufig die fachliche Aufsicht über kirchenmusikalisch Tätige in den Kirchengemeinden ihrer Region.
- Seit dem 21. Jahrhundert etabliert sich zudem die Bezeichnung Popkantor mit einem Arbeitsschwerpunkt im Bereich der christlichen Popmusik.[6] Dieses für den Tätigkeitsschwerpunkt relevante Studienfach kann an einigen deutschen Musikhochschulen als Ergänzung zum Kirchenmusikstudium gewählt werden.

## Bekannte Kantoren und ihre Wirkungsorte (Auswahl)
| - Johann Sebastian Bach, Kantor an der Thomaskirche in Leipzig - Friedrich Nicolaus Bruhns, Domkantor am Mariendom in Hamburg - Matthias Grünert, Kantor an der Frauenkirche in Dresden - Georg Hagel, Regionalkantor an der Basilika Vierzehnheiligen in Bad Staffelstein - Wolfgang Helbich, Domkantor am St.-Petri-Dom in Bremen - Godehard Joppich, Kantor der Abtei Münsterschwarzach | - Markus Karas, Regionalkantor an der Münsterbasilika in Bonn - Helmut Kickton, Diakoniekantor an der Diakoniekirche Bad Kreuznach - Wilhelm Christian Müller, Domkantor am St.-Petri.-Dom in Bremen - Estrongo Nachama, 1947 bis 2000 Kantor bzw. Oberkantor der Jüdischen Gemeinde zu Berlin - Hartmut Rohmeyer, Kantor am Lübecker Dom - Ludger Stühlmeyer, Stadt- und Dekanatskantor an der Stadtkirche St. Marien in Hof - Johann Walter, Kantor an der Marienkirche in Torgau (gilt als Urkantor der evangelischen Kirche) |